# Fergusson, Papua Nya Guinea
Fergussonön (även Moratau) är den största ön av D'Entrecasteaux-öarna som tillhör Papua Nya Guinea i västra Stilla havet.

## Geografi
Fergusson utgör en del av Milne Bay-provinsen och ligger endast cirka 50 km nordöst om Nya Guineas sydöstra spets. Ön är av vulkaniskt ursprung och har en area om cirka 1 345 km² och är cirka 65 km lång och cirka 48 km bred. Dess högsta höjd ligger nära Wadalei i nordöst och är på 2073 m ö.h. Fergussons bergiga inre täcks av regnskog och det finns geotermisk aktivitet, bland annat heta källor. På öns nordvästra del finns gräsmarker och jordbruksmarker.
Ön är glest befolkad och de huvudsakliga bosättningarna Salamo och Mapamoiwa ligger på öns södra del.

## Historia

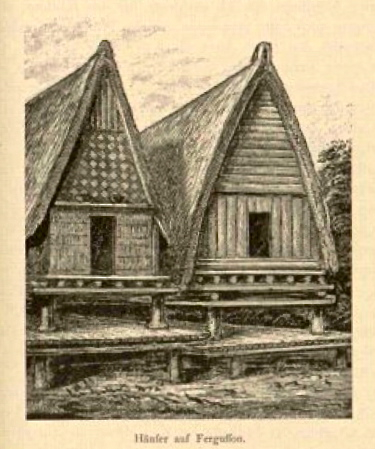
Hus på ön Fergusson, 1884–1885, skiss av Otto Finsch.

D'Entrecasteaux-öarna upptäcktes tillsammans med Trobriandöarna av den franske kaptenen Joseph d'Entrecasteaux 1793 under sökandet efter de La Pérouse.
År 1873 utforskades och kartlades ögruppen av den brittiske kaptenen John Moresby med fartyget "HMS Basilisk". Han uppkallade ön efter sir James Fergusson, som då var generalguvernör över Nya Zeeland.
Åren 1914–1916 samt 1917–1918 utförde antropologen Bronisław Malinowski studier av befolkningen på D'Entrecasteaux-öarna och på Trobriandöarna.